# Alexandra Liedtke

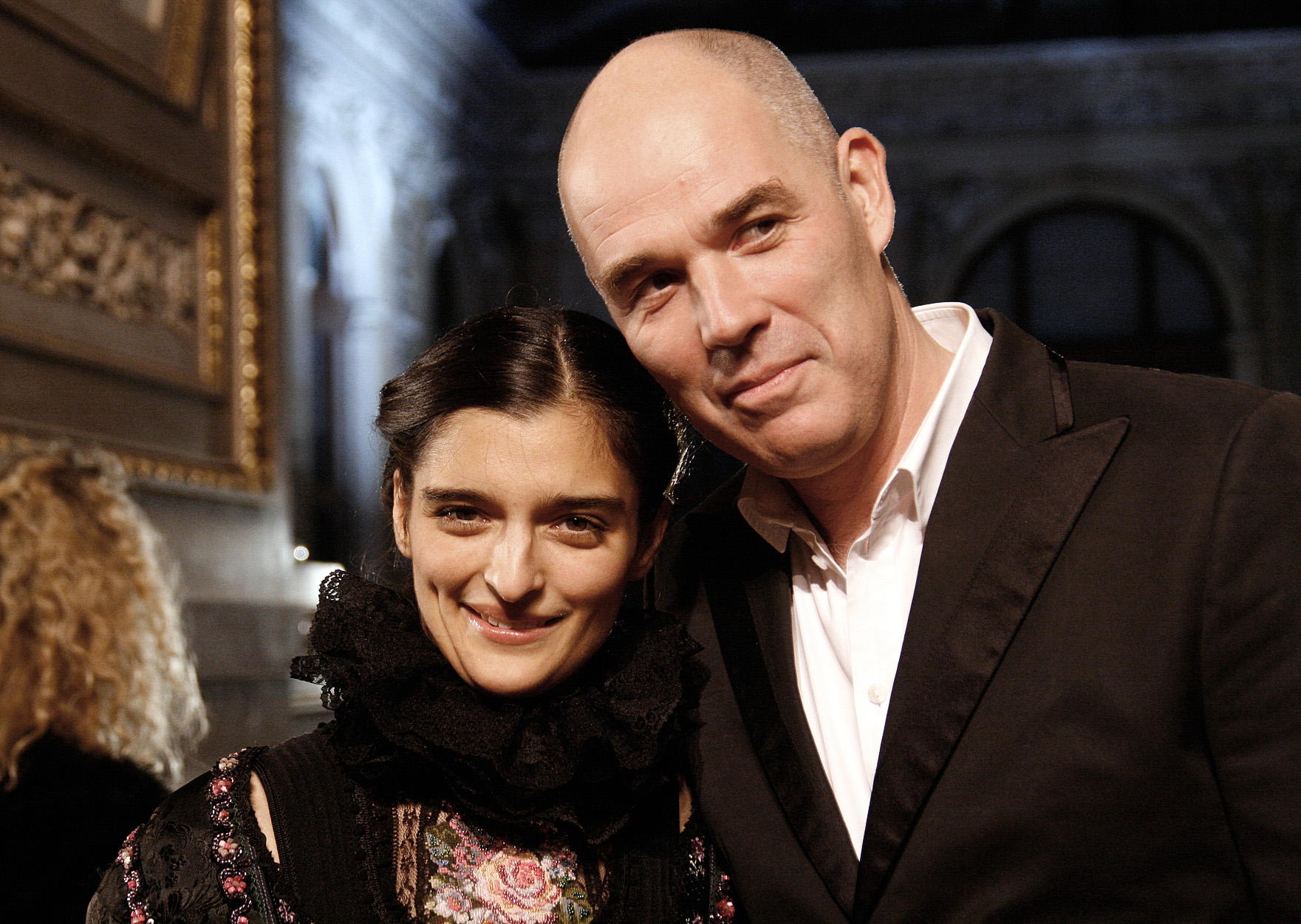
Alexandra Liedtke mit Ehemann

Alexandra Liedtke (* 1979 in Dortmund) ist eine deutsche Schauspiel- und Opernregisseurin.

## Laufbahn
Liedtke studierte an den Universitäten Erlangen und Bochum Theater-, Film- und Fernsehwissenschaften und Soziologie. Anschließend wirkte sie u. a. am Schauspielhaus Hamburg und am Schauspielhaus Bochum. Von 2000 bis 2003 leitete sie in Bochum das Theater unter Tage. Zu ihren frühesten Regiearbeiten gehörten Rozznjogd von Peter Turrini (2002), Pizza Pazza und A Lonely Hearts Club Band in Bochum (2003).
Liedtkes Inszenierung von Neil LaButes Das Maß der Dinge am Salzburger Landestheater in der Spielzeit 2011 wurde für den Nestroy-Theaterpreis in der Kategorie „Beste Bundesländeraufführung“ nominiert. Seit 2010 inszeniert Alexandra Liedtke regelmäßig am Theater in der Josefstadt. Ihr Debüt als Opernregisseurin gab sie 2012 mit Das Labyrinth oder Der Kampf mit den Elementen von Peter von Winter und Emanuel Schikaneder bei den Salzburger Festspielen.
In der Spielzeit 2017/2018 debütierte sie an der Wiener Staatsoper mit Camille Saint-Saëns Samson et Dalila. Diese Inszenierungsarbeit wurde im Kinodokumentarfilm Backstage Wiener Staatsoper von Stephanus Domanig begleitet. Für die Universität Mozarteum übernahm sie im Studienjahr 2015/2016 einen Lehrauftrag für Schauspiel.
Sie brachte unter anderem Stücke von Florian Zeller, Thomas Vinterberg, Bernhard Lang und Michael Sturminger zur Uraufführung. Mittlerweile arbeitet sie gleichermaßen für Oper und Schauspiel.
Alexandra Liedtke ist mit dem deutschen Regisseur Matthias Hartmann verheiratet.

## Arbeiten

### Oper
- 2025 Die verdrehte Welt - Il mondo alla rovescia von Antonio Salieri, am Salzburger Landestheater.[6]

- 2023: Pagliacci von Ruggero Leoncavallo, Landestheater Linz

- 2023: Cavalleria Rusticana von Pietro Mascagni, Landestheater Linz

- 2023: La Bohème von Giacomo Puccini, an der Oper Kiel

- 2023: Die Fledermaus von Johann Strauss (Sohn), am Salzburger Landestheater

- 2022: Otello von Giuseppe Verdi, an der Oper Kiel

- 2021: Ariadne auf Naxos von Richard Strauss, am Salzburger Landestheater

- 2020: Les Troyens von Hector Berlioz, an der Oper Kiel

- 2019 Rigoletto von Giuseppe Verdi, Mecklenburgisches Staatstheater[7]
- 2019 Re:igen von Bernhard Lang und Michael Sturminger, Koproduktion Bregenzer Festspiele/Neue Oper Wien[8]
- 2019 La gazzetta von Gioachino Rossini, am Salzburger Landestheater[9]
- 2018 Samson et Dalila von Camille Saint-Saëns, Staatsoper Wien[10]
- 2017 Hoffmanns Erzählungen von Jacques Offenbach, am Salzburger Landestheater[11]
- 2015 Die Fledermaus von Johann Strauss Festspiele Baden[12]
- 2012 Der Zauberflöte zweyter Theil. Das Labyrinth von Peter von Winter und Emanuel Schikaneder, Salzburger Festspiele[13]

### Theater
- 2025 Der aufhaltsame Aufstieg des Arturo Ui von Bertolt Brecht am Salzburger Landestheater[14]
- 2024: Der Kirschgarten von Anton Pawlowitsch Tschechow, am Salzburger Landestheater

- 2022: Buddenbrooks nach dem Roman von Thomas Mann, am Salzburger Landestheater

- 2022: Kleiner Mann – was nun? nach dem Roman von Hans Fallada, am Schauspielhaus Kiel

- 2021: Der ideale Mann von Oscar Wilde und Elfriede Jelinek, am Theater in der Josefstadt

- 2020: Heldenplatz von Thomas Bernhard am Salzburger Landestheater

- 2019 Frauensache von Sarah Nemitz und Lutz Hübner, UA, Staatstheater Karlsruhe[15]
- 2018 Hamlet von William Shakespeare am Salzburger Landestheater[16]
- 2019 Eine Frau von Tracy Letts, ÖEA, Kammerspiele der Josefstadt[17]
- 2018 Suff von Thomas Vinterberg, UA, Theater in der Josefstadt[18]
- 2017 Die Kehrseite der Medaille von Florian Zeller, ÖEA, am Theater in der Josefstadt
- 2016 Don Karlos von Friedrich Schiller am Salzburger Landestheater[19]
- 2016 Der kleine Prinz von Antoine de Saint-Exupery, am Salzburger Marionettentheater
- 2016 Vater von Florian Zeller am Theater in der Josefstadt Wien[20]
- 2015 Alpenkönig und Menschenfeind von Ferdinand Raimund, am Salzburger Landestheater[21]
- 2014 Kabale und Liebe von Friedrich Schiller am Salzburger Landestheater[22]
- 2014 Liebelei von Arthur Schnitzler, Theater in der Josefstadt in Wien[23]
- 2013 Fräulein Julie von August Strindberg, am Schauspielhaus in Graz[24]
- 2013 Hedda Gabler von Henrik Ibsen, am Theater in der Josefstadt in Wien[25]
- 2012 Clavigo von Johann Wolfgang von Goethe, am Schauspielhaus Graz
- 2011 Fräulein Else von Arthur Schnitzler, Festspiel Reichenau
- 2011 Das maß der dinge ÖEA von Neil LaBute, am Burgtheater Wien
- 2011 Blackbird von David Harrower, am Theater in der Josefstadt in Wien. (Nestroy Nominierung für Maria Köstlinger als beste Schauspielerin)[26]
- 2010 Das Maß der Dinge von Neil LaBute, am Salzburger Landestheater (Nestroy-Nominierung als beste Aufführung)[27]
- 2010 Lieber schön von Neil LaBute, DSE am Burgtheater Wien
- 2008 Emilia Galotti von Gotthold Ephraim Lessing, am Schauspielhaus Zürich